# Esperança (Paraíba)
Esperança es un municipio en el estado de Paraíba, Brasil. Con 31 095 habitantes, según el censo del Instituto Brasileño de Geografía y Estadística (IBGE) del año 2010. Pertenece a la microrregión de mismo nombre, y a la mesorregión del Agreste Paraibano. Su extensión territorial es de 146,2 km², por lo tanto, su densidad demográfica es de aproximadamente 212,6 hab/km².